# グリーンベール駅
グリーンベール駅（英: Greenvale）とはロングアイランド鉄道 (LIRR) のオイスターベイ支線の駅である。この駅は公式にはグリーンベールのオフ・ヘレン・ストリート、グレンコーブ・アベニューとグレンコーブ・ロードの間にある。

## 歴史
グリーンベール駅は当初に1866年7月21日に、主に牛乳を配達するために使用された貨物専用駅、「ウィークス駅」 ("Week's station") として建設された。乗客は1875年に同駅で一時的に許可され、その後1880年代のいつかに再開された。ある時点で、同駅は「グリーンベール」に改名した。旅客駅としての設備は、屋根付きのホームのみであった。1891年5月17日、転轍機に蹄を取られた馬と衝突した機関車により破壊され、その馬と乗務員2人が死亡した。結局その駅は置換された。2000年、バリアフリー及び将来電化された際の車両更新を見越し、ホームがかさ上げされ、上下両方のホームに新たな屋根が設置された。

## 駅構造
| 1 | ■オイスターベイ支線 | ニューヨーク方面 （ロズリン）       |
| 2 | ■オイスターベイ支線 | オイスターベイ方面 （グレンヘッド） |

この駅は高床の単式ホームを2面有し、どちらも有効長は4両である。1番線に隣接する西側のプラットホームは通常南行きまたはニューヨーク行き列車が使用する。2番線に隣接する東側のプラットホームは通常北行きまたはオイスターベイ行き列車が使用する。オイスターベイ支線はこの場所では2線である。